# Howard Martin Temin
Howard Martin Temin (10 de diciembre de 1934 - 9 de febrero de 1994) fue un genetista estadounidense que codescubrió en 1970, junto a Renato Dulbecco y David Baltimore, la transcripción inversa, por esta razón ganó el premio Nobel de Medicina y Fisiología en 1975. Licenciado en Biología en 1955 en el Swarthmore College en Swarthmore, Pensilvania, se doctoró en el Instituto de Tecnología de California (Caltech) en Pasadena y posteriormente fue profesor en la Universidad de Wisconsin-Madison.

## Biografía
Temin nació en Filadelfia, Pensilvania, de padres judíos, Annette (Lehman), una activista, y Henry Temin, un abogado. Como estudiante de secundaria en Central High School en Filadelfia, participó en el Programa de Estudiantes de Verano del Laboratorio Jackson en Bar Harbor, Maine. El director del programa, CC Little, les dijo a sus padres que Temin era "sin duda el mejor científico de los cincuenta y siete estudiantes que han asistido al programa desde el principio ... No puedo evitar sentir que este niño está destinado a convertirse en un gran hombre en el campo de la ciencia ". Temin dijo que su experiencia en el Laboratorio de Jackson es lo que realmente lo hizo interesado en la ciencia. 
Los padres de Temin criaron a su familia para tener valores asociados con la justicia social y el pensamiento independiente, lo cual fue evidente a lo largo de su vida. Para el bar mitzvah de Temin, la familia donó dinero que se habría gastado en la fiesta, a un campamento local para personas desplazadas. Temin también fue el mejor alumno de su clase y dedicó su discurso a temas relevantes en ese momento, incluida la reciente actividad de la bomba de hidrógeno y la noticia del envío de un hombre a la luna. 
Temin se licenció en  Swarthmore College en 1955 con especialización y especialización en biología. Recibió su doctorado en virología animal del Instituto de Tecnología de California en 1959.